# Eparchie Satna
De eparchie Satna (Latijn: Dioecesis Satnensis) is een Syro-Malabar-katholieke eparchie met als zetel Satna, in India. De eparchie is suffragaan aan het aartsbisdom Bhopal. 

## Geschiedenis
De eparchie werd opgericht op 29 juli 1968, als het aartsbisschoppelijk exarchaat Satna, uit delen van het bisdom Jabalpur. Op 26 februari 1977 werd het verheven tot eparchie. 

## Parochies
De eparchie had in 2020 een oppervlakte van 45.188 km2 en telde 11.242.365 inwoners waarvan 0,03% rooms-katholiek was.

## Bisschoppen
- Abraham D. Mattam (exarch: 29 juli 1968, bisschop: 26 februari 1977 - 18 december 1999)
- Matthew Vaniakizhakel (18 december 1999 - 27 augustus 2014)
- Joseph Kodakallil (22 juli 2015 - heden)

Bhopal (aartsbisdom) · Gwalior · Indore · Jabalpur · Jhabua · Khandwa · Sagar (Syro-Malabar) · Satna (Syro-Malabar) · Ujjain (Syro-Malabar)